# Pomnik Jana Pawła II w Łodzi (ul. Piotrkowska)
Pomnik Jana Pawła II w Łodzi – pomnik Jana Pawła II przy ulicy Piotrkowskiej 265 przed archikatedrą św. Stanisława Kostki w Łodzi.

## Historia
Pomnik, wykonany z brązu i mający wysokość 2,2 m, powstał z inicjatywy metropolity łódzkiego arcybiskupa Władysława Ziółka i został odsłonięty 4 czerwca 2000 roku, na zakończenie obchodów 80-lecia diecezji łódzkiej i dwutysiąclecia chrześcijaństwa; poświęcenia monumentu dokonał prymas Polski Józef Glemp. Autorem pomnika jest łódzka rzeźbiarka Krystyna Fałdyga-Solska; odlew wykonał Robert Sobociński. Łódzkie dzieło Krystyny Fałdygi-Solskiej stało się inspiracją dla arcybiskupa Juliusza Paetza – pod jego wrażeniem polecił on wybudować podobny monument w Poznaniu.
Trzy granitowe bloki, po których stąpa Jan Paweł II, symbolizują kolejne tysiąclecia; twarz papieża ma wygląd z 1987 roku, gdy odwiedził on Łódź.
Po śmierci Jana Pawła II w kwietniu 2005 roku pomnik przy ul. Piotrkowskiej stał się jednym z miejsc, gdzie mieszkańcy Łodzi składali wiązanki kwiatów w hołdzie zmarłemu papieżowi; gromadziły się tam tysiące mieszkańców miasta. Jest on odwiedzany w trakcie tradycyjnych wędrówek Łódzkim Szlakiem Jana Pawła II, współorganizowanych przez władze miasta.
Oprócz pomnika autorstwa Krystyny Fałdygi-Solskiej, przy ul. Piotrkowskiej w Łodzi znajduje się także tablica upamiętniająca przyjęcie przez Jana Pawła II Honorowego Obywatelstwa Miasta Łodzi (ul. Piotrkowska 104).
W nocy z 1 na 2 kwietnia 2023 nieznani sprawcy oblali pomnik czerwoną i żółtą farbą. Na cokole umieszczono też napis: Maxima Culpa.